# Jan Szoltcman

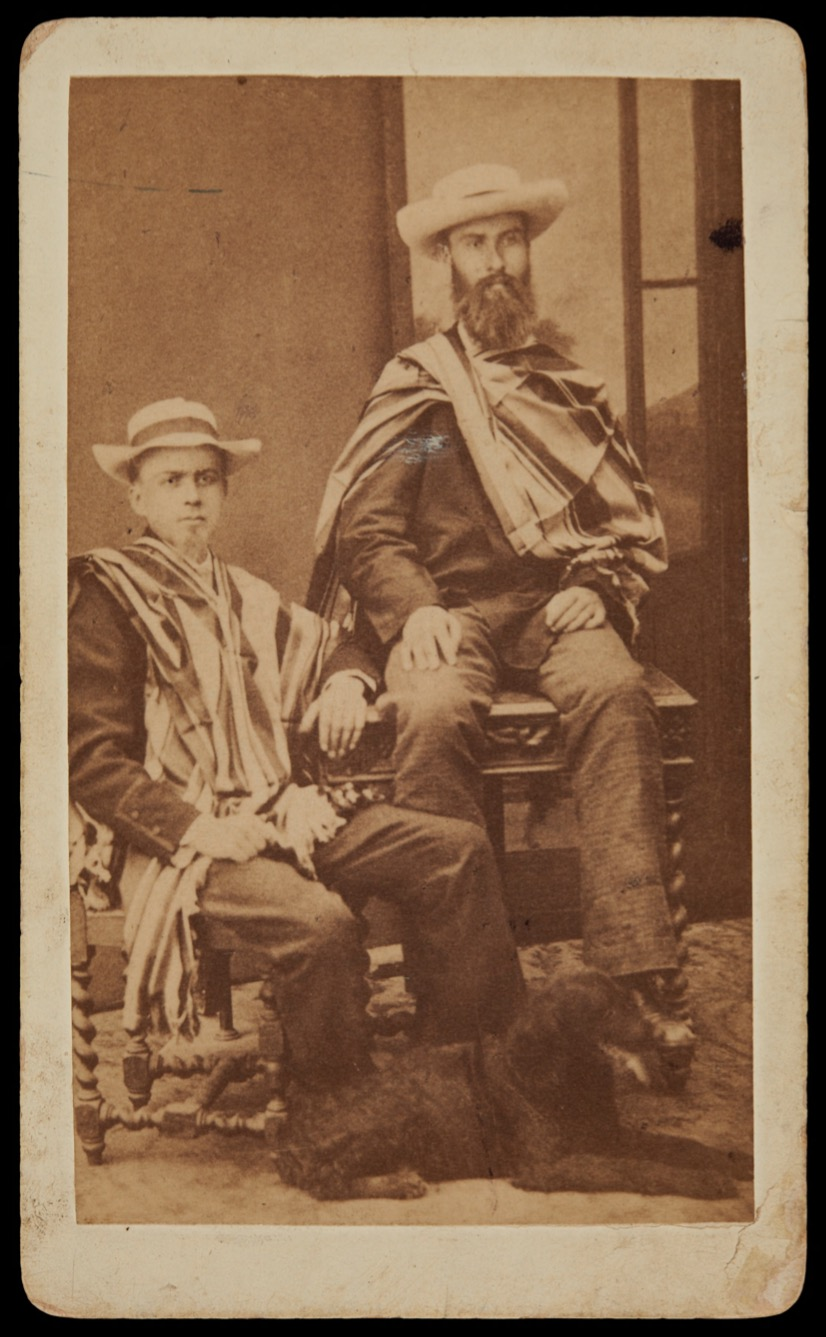
Jan Sztolcman i Ecuador 1883

Jan Stanislav Sztolcman, född 19 november 1854 i Warszawa i Polen, död där 28 april 1928, var en polsk zoolog. 
Jan Sztolcman började studera zoologi 1872 på Universitetet i Warszawa. Mellan 1875 och 1882 samlade han fågelarter i Sydamerika, speciellt i Peru och 1882–1884 bodde och arbetade han i Ecuador. Han samlade hundratals arter av fåglar från Sydamerika, varav en del var föga kända eller okända för europeiska ornitologer. Han återvände 1884 till Warszawa, där han 1887 utnämndes till chef för Branickicha zoologiska museum.

## Återinförande av visenter
År 1919, efter skövlingar under första världskriget, sköts den sista visenten av låglandstyp i Bialowiezaskogen i dåvarande östra Polen, där den hade skyddats av kejsare och tsarer under många århundraden. Jan Szoltzman framträdde 1923 på den första internationella kongressen för naturskydd i Paris och vädjade om ett internationellt samarbete för att rädda arten. Samma år bildades Internationale Gesellschaft zur Erhaltung des Wisents i Frankfurt med företrädare för 16 länder. Sällskapets första uppgift var att göra en inventering över de visenter som fanns kvar, varvid en lista på 66 individer sammanställdes. För att kunna bibehålla en ren art skapades stamboken European Bison Pedigree Book. Räddningsaktionen ledde så småningom till att visenter från 1929 kunde släppas ut i Bialowiezaskogen och efter olika bakslag har under 2000-talet visentstammen väsentligt ökat.